# Happy Old Year
Happy Old Year (ฮาวทูทิ้ง..ทิ้งอย่างไรไม่ให้เหลือเธอ) è un film del 2019 diretto da Nawapol Thamrongrattanarit.
L'esigenza di una radicale ristrutturazione della propria casa, pone di fronte alla difficoltà di disfarsi di oggetti che rimandano a relazioni e ad avvenimenti passati che non si possono evitare di affrontare, anche se si è razionalmente deciso di lasciarsi tutto alle spalle.

## Trama
Dopo aver approfondito per tre anni all'estero i suoi studi di architettura di interni, Jean torna in Thailandia dalla sua famiglia.
Il lungo soggiorno in Svezia l'ha convinta di poter trasformare la sua casa in stile minimalista. Al momento i due piani sono occupati dagli arredi e dagli strumenti musicali del negozio, dismesso da quando è morto il padre, e da cose accumulatesi negli anni che rendono la zona abitata piena fino all'inverosimile.
Con risolutezza Jean catechizza il fratello Jay sulla necessità di liberarsi di ciò che è inutile e combatte con la madre che vorrebbe lasciare intatto il ricordo del marito. In breve il fratello, addirittura appassionatosi alle teorie di Marie Kondō, si convince dell'idea di liberarsi del superfluo, mentre la madre si arrende, solo con la promessa che comunque il pianoforte del marito non sarà mai venduto né tantomeno buttato.
Spinta dall'esigenza di darsi presto uno studio, con la prospettiva di una grande crescita professionale, Jean si fa trascinare da una sorta di fuoco sacro che in breve la porta ad imbustare qualsiasi cosa, pronta per essere buttata. Ma Pink, l'amica che l'aiuta per la ristrutturazione, scorgendo un suo regalo tra le cose cestinate, le esprime la sua riprovazione, inducendo Jean a riflettere e, di fatto, a fermarsi improvvisamente.
Jean decide allora di catalogare tutti gli oggetti che appartengono a suoi amici e si impegna a riportarli loro, scusandosi. La cosa le costa un grande sacrificio ma la ripaga facendole riscoprire un lato umano da tempo messo da parte. La prova più grande è costituita dalla restituzione di una fotocamera al suo ex fidanzato Aim, lasciato senza troppe spiegazioni quando scelse di trasferirsi in Svezia per studi.
Lui chiaramente è ancora molto attratto ma, dopo aver perso la madre aveva cercato di dimenticarla fidanzandosi con Mi, e ora prova un forte risentimento che cela dietro una facciata amichevole. Jean fatica a trattenere la gelosia realizzando quanto sia stata egoista e ingiusta con Aim ma anche immatura e insincera anche verso se stessa, trascurando il ragazzo che amava e che l'amava.
Dopo le tardive scuse ad Aim, che ha lasciato Mi ma non torna sui suoi passi deciso a trasferirsi a Singapore, Jean risolve nel peggiore dei modi il dissidio con la madre, vendendo l'amatissimo pianoforte per far spazio al suo studio.
Turbata, Jean decide di passare il capodanno in una stanza d'albergo, piangendo sola con i suoi pensieri.
Tornata nella casa vuotata, può finalmente dare inizio ai lavori e, non senza dolore, voltare pagina.

## Accoglienza

### Critica
Thamrongrattanarit riprende alcuni temi presenti nella sua opera prima 36, lasciandosi alle spalle il carattere sperimentale, in un rapporto più empatico con i personaggi che segna una maturazione verso un cinema più tradizionale.